# Jonny Quest
Ne doit pas être confondu avec Johnny Test.
Jonny Quest est le héros de la série télévisée américaine Les Aventures de Jonny Quest. Ce dessin animé de science fiction et d'aventure fut créée par Doug Wildey (dessinateur de comics), à la demande des productions Hanna-Barbera.

La série est inspirée d'une série radio. Ses 26 épisodes sont d'abord diffusés du 18 septembre 1964 au 11 mars 1965 sur le réseau ABC avant d'être adaptés à l'étranger et rediffusés sur différentes chaines. Elle reste inédite dans les pays francophones. En 1986, treize nouveaux épisodes sont produits, diffusés en syndication. Dans les années 1990, Hanna-Barbera produisent deux téléfilms et une adaptation plus futuriste où les personnages auraient grandi avec The Real Adventures of Jonny Quest. Un téléfilm crossover avec Tom et Jerry est produit en 2015. Un long-métrage était prévu pour 2012, avec Zac Efron dans le rôle éponyme.

## Synopsis
Avec Hadji (l'orphelin de Calcutta adopté) et le bulldog Bandit, Jonny Quest — 11 ans — accompagne le docteur Benton Quest (son père, chercheur scientifique) et Race Bannon (leur garde du corps). L'équipe quitte les keys de Floride pour enquêter sur des mystères scientifiques, des légendes et des phénomènes étranges à travers le monde.

## Casting vocal
Jonny Quest
- Tim Matheson (1964)
- Scott Menville (1986)
- Will Estes (1993)
- Kevin Smets (1995)
- J.D. Roth (en) (1996 saison 1)
- Quinton Flynn (1996 saison 2)
- Reese Hartwig (2015)

Docteur Benton Quest
- John Stephenson (1964)
- Don Messick (1986 - 1995)
- George Segal (1996 saison 1)
- John de Lancie (1996 saison 2)
- Eric Bauza (2015)

Race Bannon
- Mike Road (en) (1964)
- Granville Van Dusen (en) (1986 - 1995)
- Robert Patrick (1996 saison 1)
- Robert Foxworth (1996 saison 2)
- Michael Hanks (2015)

Hadji
- Danny Bravo (en) (1964)
- Rob Paulsen (1986 - 1995)
- Michael Benyaer (1996 saison 1)
- Arnie Pantoja (2015)

Bandit
- Don Messick (1964 - 1997)

### Version française (1996)
- Alexandre Gillet : Jonny
- Jean-Claude Robbe : Dr Benton Quest
- Thierry Bourdon : Hadji
- Philippe Dumat : Jérémiah Surd
- Magali Barney : Jessie

## Médias

### Séries animées
- 1964-1965 : Jonny Quest ou Les aventures de Jonny Quest (26 épisodes)
- 1986-1987 : Jonny Quest ou Les nouvelles aventures de Jonny Quest (13 épisodes)
- 1996-1997 : The Real Adventures of Jonny Quest (52 épisodes sur 2 saisons)

### Téléfilms
- 1993 : Jonny's Golden Quest, téléfilm d'animation réalisé par Don Lusk et Paul Sommer
- 1995 : Jonny Quest Versus the Cyber Insects, téléfilm d'animation de Mario Piluso
- 2015 : Tom et Jerry : Mission espionnage, téléfilm d'animation de Spike Brandt et Tony Cervone (crossover avec Tom et Jerry)

### Adaptation cinématographique
- Andy Fickman était chargé de réaliser le film live des aventures de Jonny Quest pour Warner Bros. Au casting : Zac Efron (Jonny Quest) et The Rock (Race Bannon)[4]. Depuis le projet semble avoir été mis en suspens.

### BD
Un Comic Jonny Quest (adapté du premier épisode de la série télévisée, "Mystery of the Lizard Men") fut publié par Gold Key Comics en 1964.

### Jeux vidéo
- 1991, Jonny Quest in Doctor Zin's Underworld (Hi-Tec Software), jeu de plates-formes sur Sinclair ZX Spectrum, Amstrad CPC et Commodore 64.
- 1996, Jonny Quest: Cover-Up (Virgin Interactive), sur Windows 3.1 and Windows 95.
- Jonny Quest: Dr. Zin's Assault, jeu flash sur internet[5].

### DVD
- L'intégralité de la première série (celle de 1964) est sortie dans un magnifique coffret digipack de 4 DVD intitulé Jonny Quest The Complete First Season dans l'édition Hanna-Barbera Golden Collection avec de nombreux suppléments sur la série et ses coulisses. Pour l'occasion, les 26 épisodes ont été remastérisés dans de superbes copies. L'audio disponible est l'anglais et l'espagnol. Les sous-titres présents sont l'anglais, l'espagnol et le français.

- L'intégralité de la seconde série (celle de 1986) est sortie dans un coffret 2 DVD dans un boîtier intitulé Jonny Quest The Complete Eighties Adventures dans l'édition Hanna-Barbera Classic Collection. Il s'agit d'un produit MOD (Manufacture on demand) c'est-à-dire que les enregistrements sont tirés de masters originaux uniquement sur commande par les clients de sites officiels (ici chez Warner). Aucun bonus, ni aucun sous-titre présents. Uniquement en anglais.

- Les treize premiers épisodes de la saison 1 de la nouvelle série (celle de 1996) sont sortis dans un coffret 2 DVD intitulé The Real Adventures of Jonny Quest Season One Volume One dans l'édition Hanna-Barbera Classic Collection. Un documentaire sur la série est disponible Jonny Quest returns : Modernizing a classic. L'audio disponible est en anglais et portugais. Les sous-titres présents sont en anglais, portugais et français. Les treize épisodes suivants de la saison 1 de la nouvelle série sont sortis dans un coffret 2 DVD intitulé The Real Adventures of Jonny Quest Season One Volume Two dans l'édition Hanna-Barbera Classic Collection. Il s'agit d'un produit MOD comme l'intégrale de la deuxième série. Pas de suppléments, ni de sous-titres. Seul l'anglais y est présent.

- Le premier téléfilm Jonny Quest vs The Cyber Insects ainsi que le second Jonny's Golden Quest sont tous deux sortis chez Warner Archive en tant que MOD sans suppléments, ni sous-titres, uniquement en anglais.